# Jared Schmidt
Jared Schmidt (ur. 18 kwietnia 1997 w Ottawie) – kanadyjski narciarz dowolny, specjalizujący się w skicrossie.
Po raz pierwszy na arenie międzynarodowej pojawił się 15 lutego 2017 roku w Sunday River, gdzie w zawodach Nor-Am Cup zajął 17. miejsce. Na mistrzostwach świata juniorów w Valmalenco w 2017 roku zajął 32. miejsce.
W Pucharze Świata zadebiutował 26 stycznia 2019 roku w Blue Mountain, zajmując 45. miejsce. Pierwsze pucharowe punkty wywalczył 23 stycznia 2021 roku w Idre Fjäll, kiedy zajął 29. miejsce. Na podium zawodów tego cyklu pierwszy raz stanął 27 lutego 2021 roku w Bakuriani, kończąc rywalizację w skicrossie na trzeciej pozycji. W zawodach tych wyprzedzili go jedynie Niemiec Florian Wilmsmann i David Mobärg ze Szwecji.
Na rozgrywanych w 2022 roku igrzyskach olimpijskich w Pekinie był dziesiąty.

## Osiągnięcia

### Igrzyska olimpijskie
| Miejsce | Dzień     | Rok  | Miejscowość | Konkurencja | Zwycięzca  |
| ------- | --------- | ---- | ----------- | ----------- | ---------- |
| 10.     | 18 lutego | 2022 | Pekin       | Skicross    | Ryan Regez |

### Mistrzostwa świata
| Miejsce | Dzień     | Rok  | Miejscowość | Konkurencja        | Zwycięzca        |
| ------- | --------- | ---- | ----------- | ------------------ | ---------------- |
| 17.     | 26 lutego | 2023 | Bakuriani   | Skicross           | Simone Deromedis |
| 9.      | 21 marca  | 2025 | Engadyna    | Skicross           | Ryan Regez       |
| 10.     | 22 marca  | 2025 | Engadyna    | Skicross drużynowy | Szwajcaria       |

### Puchar Świata

#### Miejsca w klasyfikacji generalnej
Od sezonu 2020/2021 klasyfikacja skicrossu zastąpiła klasyfikację generalną.
- sezon 2020/2021: 38.
- sezon 2021/2022: 28.
- sezon 2022/2023: 21.
- sezon 2023/2024: 8.
- sezon 2024/2025: 16.

#### Miejsca na podium w zawodach
1. Bakuriani – 27 lutego 2021 (skicross) – 3. miejsce
2. Arosa – 14 grudnia 2021 (skicross) – 2. miejsce
3. Val Thorens – 8 grudnia 2023 (skicross) – 1. miejsce
4. Arosa – 12 grudnia 2023 (skicross) – 1. miejsce
5. Innichen – 21 grudnia 2023 (skicross) – 1. miejsce